# Hundschuldig
Hundschuldig (Originaltitel Le procès du chien, dt. „Der Prozess des Hundes“, internationaler Titel: Dog on Trial) ist ein Spielfilm von Lætitia Dosch aus dem Jahr 2024. Die Komödie, in der die Schauspielerin und Regiedebütantin auch die Hauptrolle übernahm, handelt von einer erfolglosen Anwältin, die einen rückfälligen Hund vor der bevorstehenden Einschläferung bewahren möchte. Die Uraufführung der schweizerisch-französischen Koproduktion fand im Mai beim 77. Filmfestival von Cannes statt.

## Handlung
Die idealistische Anwältin Avril ist auf aussichtslose Fälle spezialisiert. Nach ihrer letzten Niederlage vor Gericht schwört sie sich, ihren nächsten Fall zu gewinnen. Ihr neuester Mandant Dariuch, bittet Avril darum, seinen Hund Cosmo zu verteidigen. Das Tier hat bereits drei Menschen gebissen. Sollte Avril den Fall verlieren, wird Cosmo eingeschläfert. Es folgt ein unerwarteter wie auch turbulenter Prozess. Avril glaubt an einen Sieg der Gerechtigkeit, wird aber auch im Verlauf des Prozesses mit der Verachtung der Menschen gegenüber Tieren konfrontiert. Sie lernt, die Komplexität des Menschseins zu akzeptieren.

## Veröffentlichung

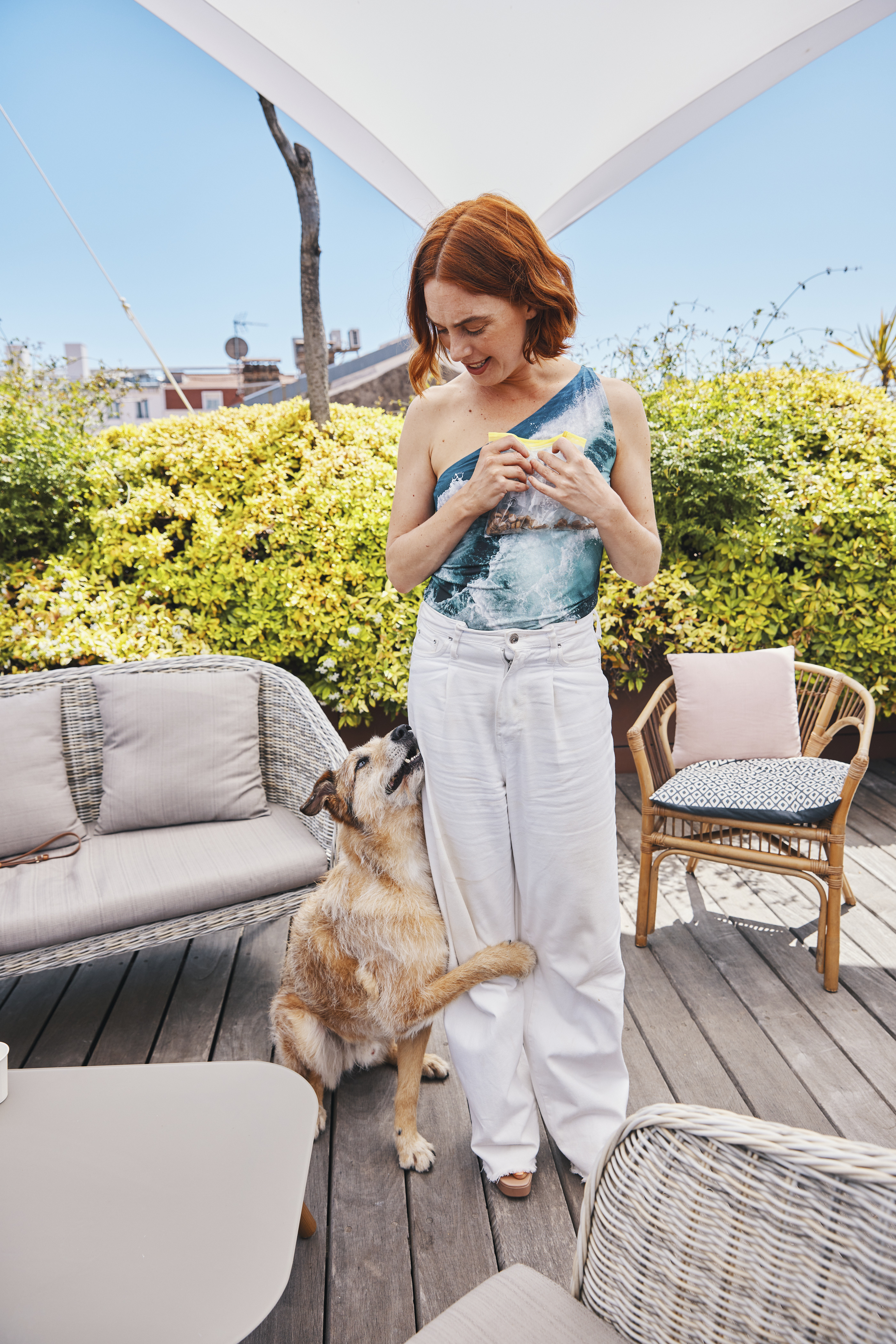
Lætitia Dosch mit Kodi beim 77. Filmfestival von Cannes

Die Weltpremiere von Hundschuldig erfolgte am 19. Mai 2024 beim 77. Filmfestival von Cannes. Dort wurde das Werk in die Sektion Un certain regard aufgenommen.
Ein regulärer Kinostart in Frankreich im Verleih von The Jokers / Les Bookmakers erfolgte am 11. September 2024. In der frankophonen Schweiz wurde Doschs Regiearbeit am selben Tag durch Pathé in die Kinos gebracht, in der Deutschschweiz erst am 3. April 2025. Der Kinostart in Deutschland war am 13. Februar 2025.

## Auszeichnungen
Hundschuldig war in Cannes für den Hauptpreis der Sektion Un certain regard sowie für die Caméra d’Or nominiert. Der im Film eingesetzte Hund Kodi, ein Mischling aus belgischem Malinois, Epagneul Breton, Pudel und Husky, wurde mit dem Palm Dog Award geehrt.
Gemeinsam mit Reinas gelangte das Werk in die finale Auswahl, die Schweiz bei der Oscarverleihung 2025 in der Kategorie Bester internationaler Film zu vertreten.

## Rezeption
Oliver Armknecht vergab auf film-rezensionen.de sieben von zehn Punkten. Der Plot klinge kurios, habe aber einen wahren Kern und der Film nehme sich zudem zahlreicher anderer gesellschaftlicher Themen an. Auch wenn es dabei keine eindeutigen Antworten gebe, biete die Komödie interessante Denkanstöße und sei dabei auch unterhaltsam.